# Isodon gesneroides
Isodon gesneroides là một loài thực vật có hoa trong họ Hoa môi. Loài này được (J.Sinclair) H.Hara mô tả khoa học đầu tiên năm 1985.